# Petit Port en Normandie
Petit Port en Normandie est un tableau réalisé par le peintre français Georges Braque en 1909 à Paris. Cette huile sur toile est une marine cubiste représentant au moins deux voiliers dans un port de Normandie dominé par deux phares. Elle est conservée à l'Art Institute de Chicago.